# Автошлях Т 0107
Автошля́х Т 0107 — автомобільний шлях територіального значення в Автономній Республіці Крим. Пролягає територією Чорноморського, Роздольненського та Красноперекопського районів через Чорноморське — Роздольне — Воїнку. Загальна довжина — 120,6 км.

## Маршрут
Автошлях проходить через такі населені пункти:
| Автошлях Т 0107           |        |
| Автономна Республіка Крим |        |
| Чорноморський район       |        |
| Чорноморське              | Т 0108 |
| Новосільське              |        |
| Міжводне                  |        |
| Володимирівка             |        |
| Далеке                    |        |
| Роздольненський район     |        |
| Котовське                 |        |
| Стерегуще                 |        |
| Слов'янське               |        |
| Кукушкіне                 |        |
| Роздольне                 | Т 0111 |
| Ботанічне                 |        |
| Комишне                   |        |
| Красноперекопський район  |        |
| Воронцівка                | Н05    |
| Воїнка                    | E97М17 |